# Färber-Ginster
Der Färber-Ginster (Genista tinctoria) ist eine Pflanzenart innerhalb der Familie der Hülsenfrüchtler (Fabaceae). Diese Heil- und Färberpflanze war besonders in der Vergangenheit als Lieferant eines gelben Farbstoffes bedeutend.
Die im Folgenden aufgeführten Charakteristika gelten insbesondere für die weiter verbreitete Unterart Genista tinctoria subsp. tinctoria, den Gewöhnlichen Färber-Ginster.

## Beschreibung

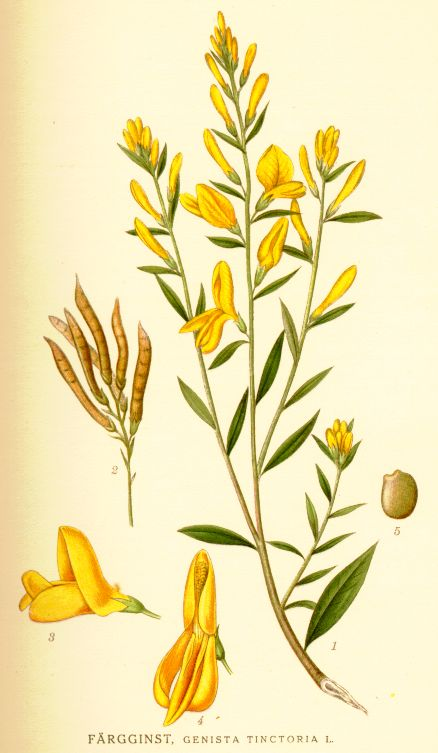
Illustration

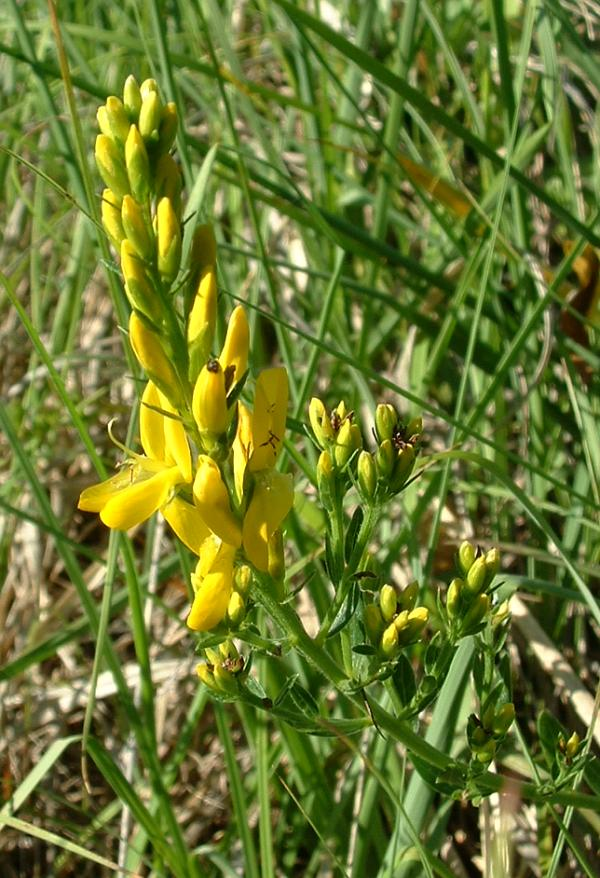
Blütenstand mit zygomorphen Blüten

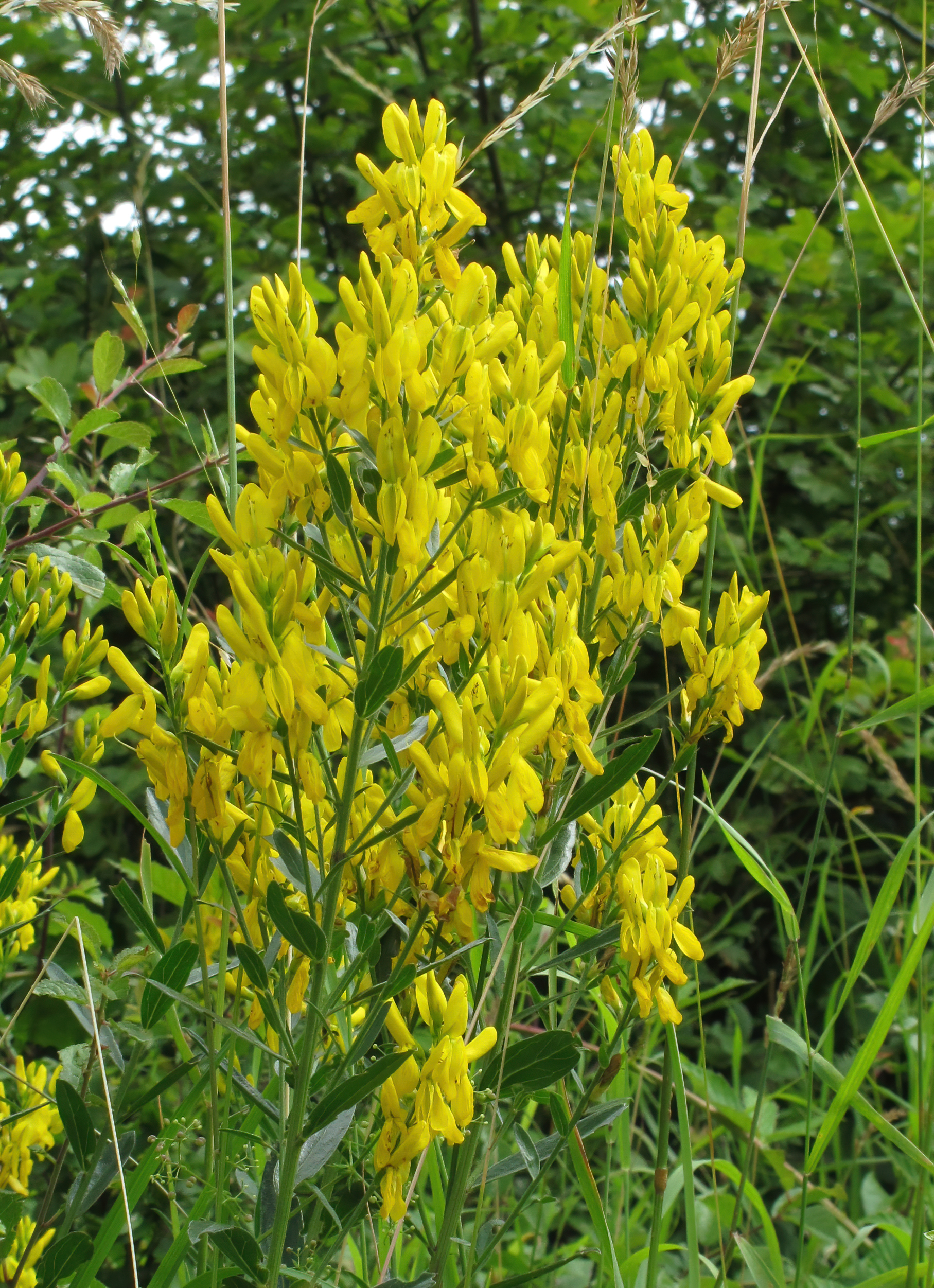
Blütenstand

Insgesamt ist diese Art sehr variabel.

### Vegetative Merkmale
Der Färber-Ginster wächst als aufrechter oder aufsteigender und buschig verzweigter Halbstrauch, der Wuchshöhen von 20 bis 60 Zentimetern erreicht. Die kräftige Pfahlwurzel weist eine Länge von bis zu 1 Meter auf. Die tief gefurchten Zweige besitzen eine grüne, angedrückt behaarte oder kahle Rinde und sind immer dornenlos.
Die wechselständigen Laubblätter sind wintergrün. Die einfache und ganzrandige Blattspreite ist bei einer Länge von etwa 45 (50) Millimetern und einer Breite von etwa 10 Millimeter lanzettlich bis elliptisch. Die kurzen Nebenblätter sind lineal-pfriemlich.

### Generative Merkmale
Die Blütezeit reicht von Mai bis August. In endständigen, 3 bis 6 Zentimeter langen, traubigen Blütenständen stehen viele Blüten zusammen. Die zwittrigen Blüten sind als Schmetterlingsblüte zygomorph und fünfzählig mit doppelter Blütenhülle. Die Blütenstiele sind etwa so lang wie die Kelchröhre und haben 2 meist lanzettliche Tragblätter. Der Kelch ist kahl bis behaart. Er fällt später mit der Krone ab. Die 8 bis 16 Millimeter lange, gelbe Krone ist kahl.
Die Hülsenfrüchte sind kahl. Fruchtreife ist von August bis September.
Die Chromosomenzahl beträgt 2n = 48 oder 96.

## Ökologie
Der Färber-Ginster ist ein Chamaephyt und ein Halbstrauch, das bedeutet der untere, verholzte Teil der Sprossachse trägt die Erneuerungsknospen und überdauert den Winter.
Wurzelknöllchen mit symbiontischen, Stickstoff bindenden Knöllchenbakterien sind vorhanden. Der Färber-Ginster wurzelt bis einen Meter tief.
Blütenbiologisch handelt es sich um nektarlose „Schmetterlingsblumen mit Schnellmechanismus“. Die Bestäubung erfolgt durch Bienen, Zweiflügler, Schmetterlinge und Käfer. Auch Selbstbestäubung ist erfolgreich. Schon in der Knospe wird der Pollen der vier oberen Staubblätter in das Schiffchen entleert, der Pollen der übrigen Staubblätter erst kurz vor dem Öffnen. Die Staubfadenröhre und der Griffel sind aufwärts, die Nägel des Schiffchens und der damit durch Falten verbundenen Flügel sind abwärts gespannt. Wenn eine Biene Flügel und Schiffchen niederdrückt, wird das Schiffchen gespalten und klappt nach unten, während der Griffel nach oben gegen den Bauch des Insekts schlägt gleichzeitig den im Schiffchen angesammelten Pollen emporschleudert.
Die zur Reifezeit schwarzen Hülsenfrüchte erwärmen sich relativ schnell und springen bei Trockenheit auf, sie sind also Austrocknungsstreuer.

## Toxikologie
Der Färber-Ginster ist in allen Pflanzenteilen giftig. Hauptwirkstoffe sind: etwa 0,3 % Alkaloide  wie Anagyrin, Cytisin, N-Methylcitisin, Lupanin, Spartein und Isospartein.
Die Vergiftungserscheinungen entsprechen denen des Besenginsters (Cytisus scoparius).
Die Lupinenblattlaus (Macrosiphon albifrons) kann Toxine des Färber-Ginsters sequestrieren und so ihre Population teilweise vor Prädation bewahren.

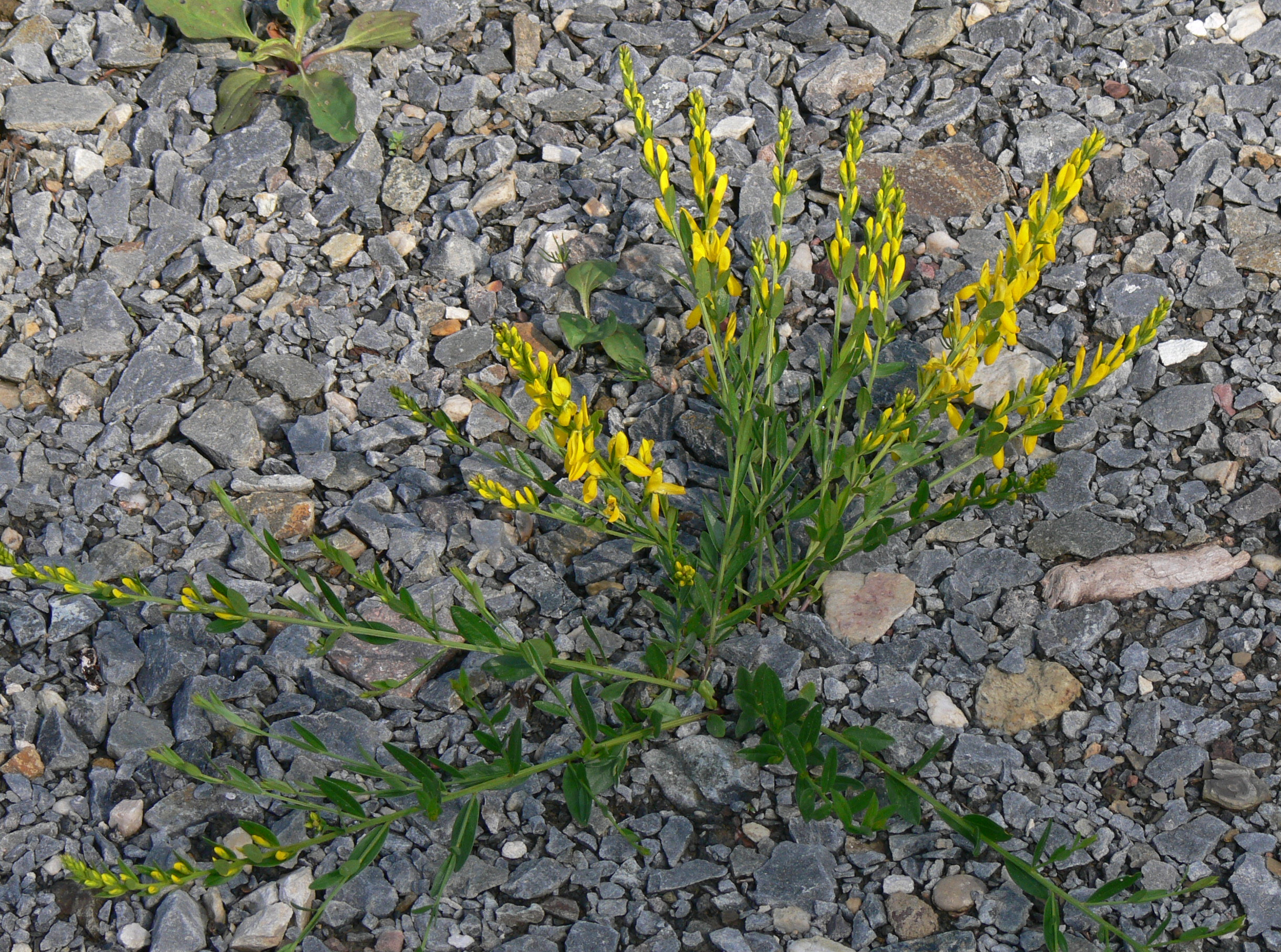
Habitus und Blütenstände

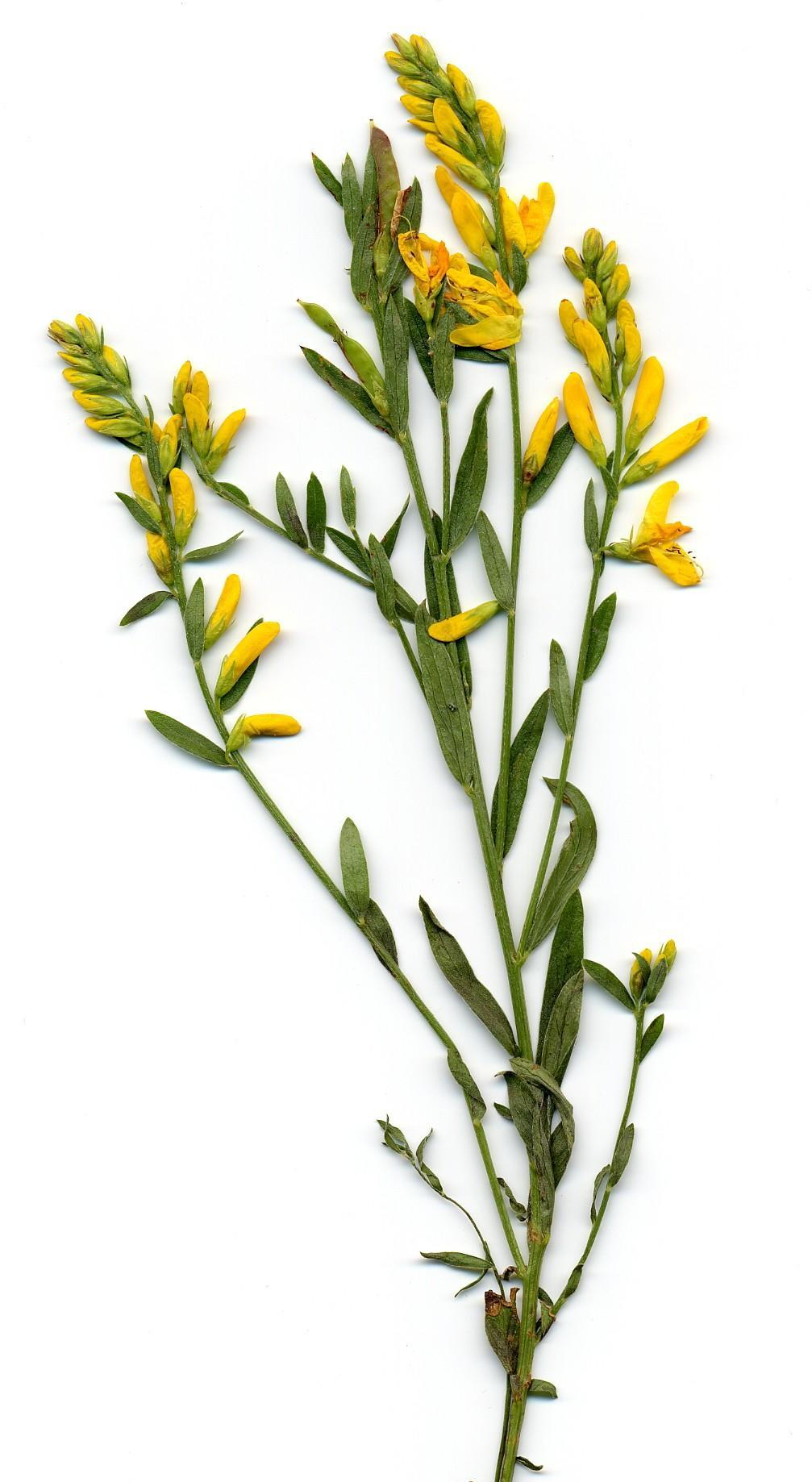
Frischer Herbarbeleg

## Vorkommen
Der Färber-Ginster kommt im Großteil von Europa vor. Er fehlt jedoch in Irland, Skandinavien sowie im Großteil der Iberischen Halbinsel und Griechenlands. Im Osten reicht das Areal bis zum Ural. In den Alpen fehlt er fast ganz. In Österreich fehlt er in Vorarlberg, in Tirol ist er ausgestorben. Er kommt in ganz Deutschland und auch in der Schweiz vor.
Die ökologischen Zeigerwerte nach Landolt et al. 2010 sind in der Schweiz: Feuchtezahl F = 2+w (mäßig trocken aber mäßig wechselnd), Lichtzahl L = 4 (hell), Reaktionszahl R = 2 (sauer), Temperaturzahl T = 4+ (warm-kollin), Nährstoffzahl N = 2 (nährstoffarm), Kontinentalitätszahl K = 3 (subozeaanisch bis subkontinental), Salztoleranz 1 = tolerant.
Der Färber-Ginster wächst auf trockenen Wiesen, Heiden und in lichten Eichen- und Kiefern-Wäldern und Trockenwäldern. Vom Flachland steigt er in Mitteleuropa im Unterwallis bis 1660 Meter Meereshöhe auf. Er zeigt Grundfeuchte an und wächst auf Kalk- und Urgestein, bevorzugt aber kalkarme, lehmige Böden. Er kommt in Mitteleuropa in Pflanzengesellschaften der Ordnung Molinietalia, der Klassen Nardo-Callunetea und Trifolio-Geranietea, des Unterverbands Genisto-Quercenion und in Mesobrometen vor.

## Systematik
Die Erstveröffentlichung von Genista tinctoria erfolgte 1753 durch Carl von Linné in Species Plantarum Band 2 Seite 710.
Je nach Autor werden bei Genista tinctoria mehrere Unterarten oder Varietäten unterscheiden:
- Die Unterart Küsten-Färber-Ginster (Genista tinctoria L. subsp. littoralis (Corb.) Rothm.) kommt in Deutschland nur in feuchten Heiden der Nordseeküste und der Nordsee-Inseln vor. In Schleswig-Holstein gilt die als stark gefährdet. Diese Unterart erreicht nur eine Wuchshöhe von rund 20 Zentimetern und die Hülsenfrüchte sind behaart.
- Genista tinctoria var. ovata (Waldst. & Kit.) F.W.Schultz (Syn.: Genista ovata Waldst. & Kit.): Sie ist im östlichen Mittelmeergebiet beheimatet und hat die Chromosomenzahl 2n = 48.[2]
- Genista tinctoria var. tinctoria (Syn.: Genista anxantica Griseb., Genista multibracteata Tausch, Genista tinctoria var. virgata W.D.J.Koch): Sie ist in Belarus, Estland, Litauen, Lettland, Moldawien, in weiten Gebieten Russlands, in der Ukraine, im nordwestlichen Iran, in der nördlichen Türkei und im westlichen Kasachstan weitverbreitet.[5]

## Nutzung
Bereits die Römer verwendeten den Färber-Ginster zum Färben von Leinen und Wolle. Eine bedeutende Rolle spielte er auch in England. Als Farbstofflieferant werden Zweige, Blätter und Blüten verwendet. Sie enthalten die gelben Farbstoffe Genistein und Luteolin. Die Ernte erfolgt meist vor der Blüte. Die Farbe ist lichtecht. Die Färbung erfolgt auf vorgebeizter Wolle. Durch Beizen mit Alaun wird die Wolle zitronengelb, durch Nachbehandlung mit Eisen(II)-sulfat dunkelbraun, mit Kupfersulfat olivgrün. Durch eine Überfärbung von Färberwaid stellte man in England das „Kendalgrün“ her. Die Malfarbe „Schüttgelb“ wurde durch Anrühren mit Alaun und Schlämmkreide hergestellt. In Colour Index steht Färber-Ginster unter C.I. Natural Yellow 2.

### Verwendung als Heilpflanze
Als Heildroge werden die getrockneten, zur Blütezeit geernteten Zweige verwendet.
Als Wirkstoffe werden genannt: Chinolizidinalkaloide wie Cytisin, Methylcytisin, Anagyrin; Flavonoide; Isoflavone wie Genistein; Gerbstoffe und ätherische Öle in geringen Mengen.
Der Färber-Ginster wirkt als Diuretikum und wird daher unterstützend zur Behandlung von Erkrankungen eingesetzt, bei denen eine erhöhte Harnmenge erwünscht ist, wie beispielsweise bei Nierengrieß  oder zur Vorbeugung gegen Harnsteine. Der Gehalt an Genistein, einem Phytoöstrogen, das an den Östrogen-Rezeptor von Brustkrebszellen bindet, hat diese Pflanzenart in neuerer Zeit wieder interessant gemacht: Über eine möglicherweise vorbeugende Wirkung des Isoflavons bei der Entstehung von Brustkrebs wird diskutiert; ebenso über die potentiell schützende Eigenschaften bei der Entstehung von Osteoporose.
In der Homöopathie gehören Kopfschmerzen, Verdauungsschwäche und Hautausschläge zu den Anwendungsgebieten des Färber-Ginsters.

## Trivialnamen
Für den Färber-Ginster, im Mittelalter wohl auch als Genesta bezeichnet, bestehen bzw. bestanden auch die weiteren deutschsprachigen Trivialnamen: Färbekraut (Bayern), Farbblumen, Farbkraut (Bern), Frauenschüchel, Galeise (Ostpreußen), Galleisen, Geelfarbblumen, Gehlfarrblom (Mecklenburg), Genist (Thüringen), Genster (Thüringen), Gilbblum, Gilbe (Eichstätt, Tirol bei Lienz), Gilbkrut (Mecklenburg), Gillkrut (Eichstätt), Gilve, Ginster, Gölleisen, Glösen (Mecklenburg, Pommern), Grintsche, Grünholz (Schlesien), Grünling (Sachsen), Heidenschmuck (Württemberg), Holheide (Schlesien), Mägdekrieg, Pfingstenblumen, Rohrheide (Schlesien), Schachkraut (Schlesien) und Witschen (Schlesien). Weitere Trivialnamen sind: Brandblume, Eierplatzeln, Färberkraut, Gilbkraut, Gillblumen, Gilve, Hasenheide, Heidenschmuck, Hohlheide, Jonist, Streichblumen, Teufelsbesen und Wilder Ginster.